# Мірко Шевчук
Мі́рко Шевчу́к (нім. Mirko Szewczuk), ім'я при народженні Володи́мир Шевчу́к (20 вересня 1919, Відень — 31 травня 1957, Гамбург) — німецький карикатурист австрійсько-українського походження.

## Біографія
Шевчук народився 1919 року у Відні. У 1926–1938 роках відвідував народну школу та реальну гімназію. 1939 року у 20-річному віці став солдатом, зостаючись ним до кінця Другої світової війни.
1941 року пройшов підготовку як художник для преси в одному з підрозділів пропаганди («рота пропаганди») Вермахту, відтак 1942 року склав іспити за спеціальністю редактор текстів; після цього почав працювати карикатуристом у Die politische Zeichnung — Interpress.

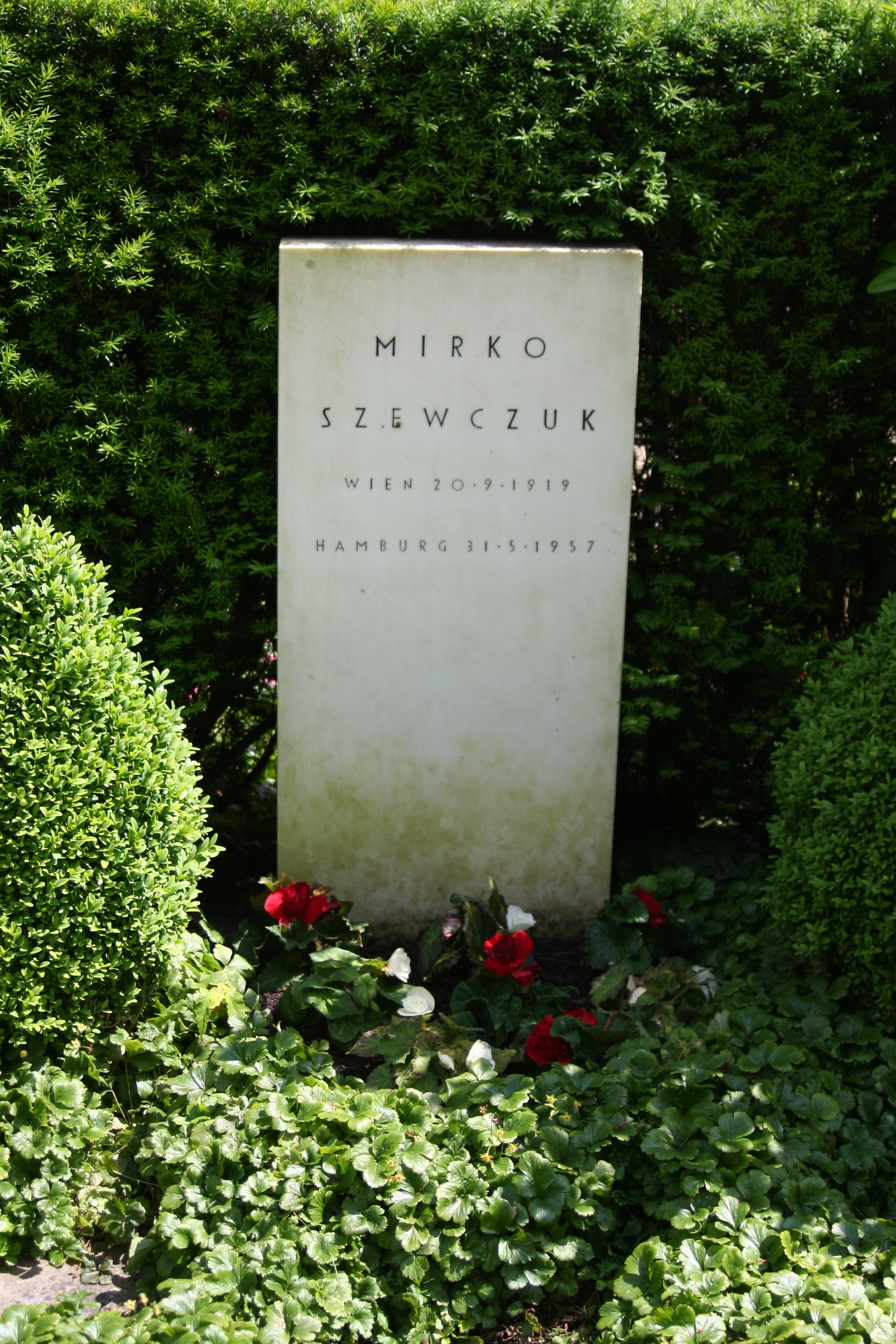
Могила Мірка Шевчука

Після війни з 1946 по 1949 роки вчився в Національній мистецькій школі в Гамбурзі, працюючи карикатуристом в тижневику Die Zeit. З 1949 по 1957 роки був карикатуристом у щоденному виданні Die Welt, а з 1952 аж до смерті у 1957 році працював карикатуристом у телерадіокомпанії NWDR, пізніше — в NDR у Гамбурзі.
Похований на цвинтарі Нінштедтен у Гамбурзі.